# Cophixalus crepitans
Espèce
Statut de conservation UICN

 NT  : Quasi menacé
Cophixalus crepitans est une espèce d'amphibiens de la famille des Microhylidae.

## Répartition
Cette espèce est endémique du Nord-Est du Queensland en Australie. Son aire de répartition concerne une zone de taille réduite dans les environs de Coen dans la péninsule du cap York,.

## Description
Cophixalus crepitans mesure environ 14 mm.

## Étymologie
Son nom d'espèce, du latin crepitans, « cliquetis », lui a été donné en référence à l'appel caractéristique des mâles.

## Publication originale
- Zweifel, 1985 : Australian Frogs of the family Microhylidae. Bulletin of the American Museum of Natural History, vol. 182, p. 265-388 (texte intégral).